# Nyugat-afrikai púposdelfin
A nyugat-afrikai púposdelfin (Sousa teuszii) az emlősök (Mammalia) osztályának párosujjú patások (Artiodactyla) rendjébe, ezen belül a delfinfélék (Delphinidae) családjába tartozó faj.

## Előfordulása
Előfordulásáról kevés adat áll rendelkezésre, de elterjedtebb lehet, mint az a kevés adatból látható. Ismert élőhelyei Nyugat-Afrika partvidékein vannak Mauritániától Kamerunig és valószínűleg Angola déli részéig. Úgy tűnik, hogy Nyugat-Afrika partvidékein élve teljesen elkülönült a nagyon hasonló  keleti delfintől. Viszonylag gyakorinak látszik Szenegál déli és Mauritánia északi partjainál. A 20 m-nél nem mélyebb, sekély part menti vizeket és folyótorkolatokat kedveli, főként a mangrovemocsarak körül. A nyílt partokon inkább a hullámverés zónájában fordul elő. Ismeretes, hogy felúszik a Niger, a Bandiala és talán más folyókba is, bár ritkán megy messzire a folyással szemben és többnyire az árapály területein belül marad.

## Megjelenése
Egyes szerzők szerint a nyugat-afrikai púposdelfin a keleti púposdelfin földrajzi változata. Jelenlegi ismeretein szerint azonban ehhez túl sok morfológiai eltérés van köztük (főként a fogak és gerinccsigolyák számában). Leginkább palackorrú delfinnel keverhető össze, de a háta közepén elnyúló, szembetűnő púpja és a viszonylag alacsony hátúszója miatt könnyen azonosítható. Jól ismert a mauritániai halászok beszámolói alapján, ahol a fővárostól, Nouakchott-tól északra lévő Timiris-fok körül ezek kergetik a halakat hálóikba.
Hátúszó: Középen helyezkedik el.
Felnőtt tömeg: 100 – 150 kg.
Újszülött tömege: Ismeretlen.
Újszülött mérete: kb. 1 m.
Felnőtt mérete: 2 - 2,5 m.

## Fiatal állatok
A fiatal egyedek homlokzsírpárnája kevésbé kifejezett, hátúszójuk sarlósabb, mint a felnőtteké, hátuk közepén pedig nincs púp. Színük idővel egyre sötétebbé válik.

## Életmódja
Általában elég nehéz megközelíteni, merüléssel kerüli ki a csónakokat és csak bizonyos távolságból bukkan elő a menetiránnyal ellentétes oldalon. Ritkán úszik az orrvizeken. Általában 40-60 másodpercenként jön a felszínre, de percekig is a víz alatt maradhat. Felszíni viselkedése a keleti púposdelfinhez hasonlóan furcsa. Általában lassan úszik, de udvarláskor nagy sebességgel kergethetik egymást körbe-körbe. Egyik oldalára fordulhat és mellúszóját lengetheti a levegőben. Néha kémlelődik. Gyakran ugrik (főként a fiatal állatok), és teljes hátrabukfencet is bemutathat. Palackorrú delfinekhez társulhat. Átlagos csoportmérete 1-25 egyedből áll, de a kis csoportok néha nagyobba tömörülnek. Tápláléka halakból áll.